# Kattmanns Kamp
Der Kattmanns Kamp ist ein Wald- und Moorgebiet in Ostbevern an der Grenzregion zwischen Ladbergen und Kattenvenne.

## Geschichte
Der Name stammt wie Kattenvenne von Gatt und Kamp (campus, lateinisch für „Feld“). Das Gebiet wurde laut Urkunde vom 2. September 1312 durch die Adelsfamilie von Langen als Mastkamp eingerichtet. In einem solchen Areal wurden Schweine zur Mast eingetrieben, die sich vor allem an Eicheln und Bucheckern schadlos hielten. Katt-Meskamp – also ein Mästkamp mit Katts, Kattmes oder Kattmanns. 1366 verkaufte Hermann Lüste und seine Söhne Gerd und Lüdeke von Langen den halben Kattmanns Kamp an Johann von Bevern. Am Ende des Dreißigjährigen Krieges kam es zum unerlaubten Vieheintrieb der Ostbeverner Bauern. 1654–1658 stritten sich schließlich die Witwe von Letmathe zu Langen sowie Adolf von Nagel zu Loburg und Wilhelm von Schenking, Drosten zu Bevern, um die Grenze und die Jagd dort. Friedrich Clemens von Elverfeldt zu Dahlhausen und Steinhausen kaufte  1785 den  Kattmanns Kamp in einer Zwangsversteigerung vom Clemens August von Nagel zu Loburg auf. 1803 strengte Nagel noch einen Prozess gegen den Käufer an, um zumindest den halben verpfändeten Kattmanns Kamp zurückzukaufen. 1893 wurde das 324 ha große Areal aufgeteilt. 264 ha erwarb Felix von Lilien, der neue Anpflanzungen vornahm. Während des Ersten Weltkrieges wurden französische Kriegsgefangene damit beschäftigt, das Moor im Kattmanns Kamp zu entwässern. Nach dem Krieg in den zwanziger Jahren wurde dort die Moorsiedlung errichtet.

## Gebiet
Begrenzt wird der Kattmanns Kamp durch die Flure Kattenvenner Moor, Auf dem Schlade und Vorbleck. Das Sauerkrautdenkmal (52° 5′ 42,4″ N, 7° 48′ 56,7″ O) steht auf der Grenze zwischen Ostbevern und Ladbergen. Entwässert wird das Gebiet durch den hier Aa genannten Eltingmühlenbach, der südlich der Venne verläuft, und durch die Lütke Beeke, die hier entspringt. Innerhalb Ostbeverns stellt der Kattmanns Kamp das zweitgrößte Waldgebiet dar.